# Signo (Logistik)

Beispiel für einen auf einen Karton gedruckten Signotext

Signo oder Signotext ist in der Logistik die Markierung des Packstücks bei Stückgut und dient zu dessen Identifizierung während des Transports und beim Wareneingang. 
Der Signotext wird meist vom Empfänger der Waren bei deren Bestellung vorgegeben. Üblicher Inhalt des mehrzeiligen Texts, der groß auf die Verpackung gedruckt wird, sind Auftragsnummer, Artikelbezeichnung, Chargennummern, Maße und Gewichte. Das Signo wird bei der Kolliverpackung entweder direkt aufgedruckt oder mittels Signoetikett aufgeklebt.
Mit Hilfe von Laserdruckern ist es sogar möglich, Signierung von Direktlieferungen mit Logos und Daten des Zwischenhändlers durchzuführen. Es gibt bereits automatische Kolliverpackungsanlagen, die das Packstück wiegen, verpacken, das Signoetikett drucken und mittels Roboterarm aufkleben.
Beispiel für ein einfaches Kollisigno mit Auftragsnummer, Anzahl, Netto- und Bruttogewicht:
ORDER#: 1234-A
QTY:   100 PCS
N.W.    20 KGS
G.W.    22 KGS